# Soron
Soron är en ort i Indien.   Den ligger i delstaten Uttar Pradesh, i den norra delen av landet, 170 km sydost om huvudstaden New Delhi. Soron ligger 177 meter över havet och antalet invånare är 28 683.
Terrängen runt Soron är mycket platt. Runt Soron är det tätbefolkat, med 762 invånare per kvadratkilometer. Närmaste större samhälle är Kāsganj, 13,4 km sydväst om Soron. Trakten runt Soron består till största delen av jordbruksmark.